# Caligrafia otomană

## Arta caligrafiei islamice otomane

### Cea mai frumoasă performanță a artiștilor caligrafi
Artiștii caligrafi continuă să transmită tradițiile universale. Modul de a exprima aceste tradiții este de a chema la implicare, care este exprimarea indirectă. Aceasta este arta.
Materialul artiștilor în caligrafia islamică otomana este dragostea. Artistul se uita la cel/cea pe care îl /o iubește și vede toate lucrurile de preț. Artistul dorește să vadă. Artistul vede mările, oceanele , munții , câmpiile , norii , stelele , copacii. Artistul privește la păsări, delfini, mierle pe fața iubitului .
Totul este fața iubitului. Artistul vede iubitul în orice parte s-ar întoarce. Aceste moduri de a iubi ne promit noua tuturor o călătorie către „a fi om”. Voi încerca să explic la ce mă refer când spun „artist al caligrafiei”, pornind astfel :
Artistul în caligrafie este cel care încearcă sa exprime înțelesul feței îndrăgostitului. Artistul se întreabă, se odihnește, călătorește cu aceasta față. Pelerinul umblând de jur – împrejurul Kaabei, artistul se întoarce, șterge și scapă de toate registrele. În fiecare tur , artistul mută frontierele , lăudând ochii și sprâncenele , firele de păr fin , adânciturile feței celui iubit ... Artistul in caligrafie se roagă lui Dumnezeu. Iar Dumnezeu emană printre ființele umane în cea mai perfectă formă a sa. Yunus Emre spune: „cel pe care îl iubim este Dumnezeu ,oamenii primesc ochii și sprâncenele lui Dumnezeu” De fapt , se spune că Adam este creat în propria imaginație a lui Dumnezeu. Adam simbolizează o poziție în umanitate și , lăsând dorințele sale rele în urmă , dorințele se transforma în sufletul lui , el atinge perfecțiunea. Îngerii se închină lui , dar Răul refuză ...Ceea ce reprezintă Adam este complet numai cu Stăpânul nostru.
La fel ca Profetul Muhammad ( Pacea fie asupra lui !) , artistul caligraf își exprimă dorințele proprii , dar extinde ceea ce îi este încredințat lui de la sursă. Prin artist , tradițiile „universale” sunt transportate. Calea (modul ) prin care sunt împărtășite acestea face apel la implicare , care este exprimarea indirectă .Aceasta este arta . Fie prin scris , fie prin desen sau pictură, ori prin cântecul unui flaut ...Pentru că Adevărul nu-și poate găsi limba lui fără un intermediar .Așa cum Profetul Muhammed a vestit prin îngerul Gabriel , artistul caligraf vorbește prin intermediul Creatorului ,nu din propriile sale dorințe. Pentru că implicația artistului este aceea de a transporta credința în Dumnezeu ,în felul său propriu. Dacă artistul privește cu dragostea de la Cel iubit , aceasta înseamnă că inspirația o primește de la sursă în munca sa creatoare ... Aceasta constituie singura cale pentru a ne apropia mai mult de ADEVĂR și a aduce iubitorii de arta mai aproape...
Totuși, pentru a iubi și a cunoaște civilizația, având ca scop creșterea frumuseții și perfecțiunii umanității, cunoașterea nu este suficientă. Pentru a desena inspirația de la sursa sa , acumulările științifice ar trebui puse în practică . Este posibil să devină o ființă umană reală, prin punerea în practică a ceea ce știi pentru viața și corpul tău , prin transformarea acestora în cuvinte vii . Chiar dacă ești Moise , o mână cerească este necesară în această călătorie de identificare a umanului .În caz contrar , unul devine slujitor al dorințelor , cu alte cuvinte , ideologii, comunități orientate spre identitate și dorințele (interesele ) lor . Dar acesta nu este un pas, în sensul transformării pe sine, așa cum a făcut Profetul Muhammed.
Astăzi iubirea are clienți , mai degrabă decât aspiranți. Acesta este motivul pentru care o consumăm cu ușurință, înainte de a încerca să o cunoaștem.Totuși, dragostea fără cunoaștere este ca adevărul fără SHARIA. Aceasta restrânge omul la filozofie. Îl lasă pe om fără practică, dovadă, verset .Etica și estetica a ceea ce este frumos rămân nedezvoltate. Dar artistul caligraf prezintă frumoasele nume ale iubitului /iubitei în tot ceea ce el/ea așteaptă ; chiar și în cazul există violență, durere , sacrificare , lacrimi și sânge... Artistul își dorește frumusețea atât de mult ,până când nu rămâne nimic acolo, care ar fi neplăcut. Artistul realizează imposibilitatea de a ajunge la un sine satisfăcut , înainte de a dărui gloria lui Dumnezeu și frumusețea Lui .
Cu toate că artistul caligraf exprimă și ceea ce este greșit și rău în cuvintele sale, există o anumită etichetă pentru a face asta . Fiindcă artistul știe că răul este accidental și , de fapt , bunătatea și frumusețea constituie fondul . În lucrările sale ,artistul aproprie ,suprapune și unește inimi , le contopește într-o singură inimă, vorbește limba unică a inimii . Orice efort este recomandat pentru practica artistului . Putem spune ca îndrăgostitul este practica , așa cum cel iubit este universul . Artistul caligraf este exact cel care face ca iubitorul și cel iubit sa se constituie într-o singură identitate.
Deoarece , iubindu-l pe Dumnezeu Îl iubim pe Stăpânul nostru . Care este cea mai mare evidență a lui Dumnezeu decât întreaga umanitate ? Artistul caligraf exprimă această realitate în măsura în care experimentează aceasta realitate în mod conștient și o pune în practica în viața și în arta sa . Desenând aproape de adevăr, începe cu intenția de a înțelege umanul . Umanul este o călătorie fără sfârșit . Din eternitate către pentru totdeauna și veșnic . De aceea ,artistul caligraf solicită un standard în orice caz . Așa ca ne întoarcem de unde am plecat , suntem mai aproape de fața pe care o iubim , ne-am întors la ea încă o dată . Așa cum am menționat la început , abilitatea de a lăuda frumusețea unei fețe este evocarea frumuseții...!O singură față este suficient pentru caligraf , atât în viață , cât și în artă. A iubi , a se ruga, a fi frumos și a împărți frumusețea ... Acea față este fața lui Dumnezeu . Se revelează pe El însuși în Cel iubit . Pentru cel care iubește , este o obligație sa o iubească.
În concluzie , în timp ce încercăm să discutăm despre unele calități ale artistului în caligrafie într–o abordare ca de interpret, mă refer și la aceia care își dedică viața pentru a atinge perfecțiunea umana ,cei care își asumă riscul de a plăti prețul pentru această cauză și care caută să se întrebe despre propriile lor dorințe.
Omul se poate scufunda numai în lumea radiantă a non-existenței atunci când nu există un singur bob de iubire rămas în inimă.
Da , călătoria către a deveni uman : arta de a iubi . Aceasta este cea mai bună performanță a artistului în caligrafie islamică.